# Tricyphona huffae
Tricyphona (Pentacyphona) huffae là một loài ruồi trong họ Pediciidae. Chúng phân bố ở vùng sinh thái Nearctic.